# ناحية سلقين
ناحية سلقين إحدى نواحي سوريا تتبع إداريّاً لمحافظة إدلب منطقة حارم ومركزها بلدة سلقين، بلغ تعداد سكان الناحية 47,939 نسمة حسب التعداد السكاني لعام 2004.

## بلدات وقرى مركز سلقين
أبو طلحة، العلاني، عزمارين، بتيا، حير جاموس كبير، بوزانطي، دلبيا، عين البكارة، إسقاط، الفوزية، الحمزية، كفرنة، كفر هند، كفرحات جلاد، حير جاموس صغير، السعيدية، سلقين، تلعمار، التلول، الشيوخ، المشرفية، الفاروقية.